# 아키정 (오이타현)
아키정(安岐町)은 오이타현 히가시쿠니사키군에 설치되었던 정이다. 
2006년 3월 31일에 히메시마촌을 제외한 히가시쿠니사키군의 각 마을과 신설합병해 구니사키시가 되어 소멸하였다. 하지만 구 아키정의 정사무소는 구니사키시 아키정이 되어 지명은 남아있다.

## 역사
- 1889년 4월 1일 - 정촌제 시행에 의해 니시무사시촌, 아사이촌, 니시아키촌, 미나미아키촌, 아키촌이 성립하였다.
- 1897년 3월 일 - 아키촌이 정으로 승격해 아키정이 되었다.
- 1923년 4월 1일 - 니시아키촌이 정으로 승격해 니시아키정이 되었다.
- 1954년 3월 31일 - 아키정, 니시무사시촌, 아사이촌, 니시아키정, 미나미아키촌이 대등합병해, 나카리에촌의 일부를 편입해, 새로운 아키정이 성립하였다.
- 2006년 3월 31일 - 구니미정, 구니사키정, 무사시정과 합병해 구니사키정이 되었다.

## 교통

### 공항
- 오이타 공항

### 도로
- 국도 213호선